# Palhers
Palhers – miejscowość i gmina we Francji, w regionie Oksytania, w departamencie Lozère.
Według danych na rok 1990 gminę zamieszkiwało 205 osób, a gęstość zaludnienia wynosiła 24 osoby/km² (wśród 1545 gmin Langwedocji-Roussillon Palhers plasuje się na 704. miejscu pod względem liczby ludności, natomiast pod względem powierzchni na miejscu 829.).

## Populacja

Populacja Palhers w latach 1962-2008